# Понтиак (Мичиган)
Понтиак (англ. Pontiac) — город в штате Мичиган, названный в честь вождя индейского племени оттава Понтиака. Деятельность города тесно связана с работой предприятия General Motors.

## География
Город имеет общую площадь в 52,52 км², из которых 51,72 км² земля и 0,80 км² — вода. Город ограничен городами Auburn Hills на востоке и севере, Lake Angelus на севере, Waterford Township на западе, и Bloomfield Township на юге.

## Население
К 2010 году население города составляло 59 515 человек.

## История
Ранние экспедиции в земли к северу от Детройта описали эти области как «крайне бесплодные». Однако последующие исследования вскоре доказали, что информация была ложной.
Первые поселенцы прибыли на территорию Понтиака в 1818 году. Два года спустя стало достаточно людей, чтобы сформировать деревню, которая была названа в честь знаменитого индейского вождя, который сделал деревню своей штаб-квартирой всего несколько лет назад.
Деревня была официально признана законодательным собранием штата в 1837 году, и как город обозначена в 1861 году.
В 1968 году благодаря новостному выпуску появилась идея строительства стадиона Silverdome. Строительство 80 000-местного стадиона началось в 1972 году, а открытие его как Pontiac Metropolitan Stadium состоялось в 1975 году.

## Люди
В Понтиаке родился Джейкоб «Джек» Кеворкян (англ. Jacob «Jack» Kevorkian; 26 мая 1928 — 3 июня 2011, Детройт, штат Мичиган) — американский врач, популяризатор эвтаназии. Прозвища — «Доктор Джек», «Доктор Смерть», «Доктор Суицид».